# Macaranga acerifolia
Macaranga acerifolia là một loài thực vật có hoa trong họ Đại kích. Loài này được Airy Shaw mô tả khoa học đầu tiên năm 1978.

## Phân bổ
Loài này có phạm vi bản địa ở W. New Guinea. Đây là một loại cây bụi và phát triển chủ yếu ở quần xã nhiệt đới ẩm ướt.